# Ambra (plante)
 For alternative betydninger, se Ambra (flertydig). (Se også artikler, som begynder med Ambra)
Ambra (Artemisia abrotanum) er en flerårig plante med smalle, stærkt duftende blade. Ambra hører til i bynke-slægten, hvor man også finder malurt og estragon, og ambra anvendes lige som disse som krydderi, f.eks. i snaps og absint.

## Beskrivelse
Ambraen er en halvbusk, der kan blive omkring 50-80 cm høj og er hårdfør under tørke. Stilkene er stive, og langs dem vokser de meget smalle, dildlignende blade. Når de berøres, afgiver de en duft, der minder om citron (børn kalder den ofte for cola-plante).
Blomsterne er små og gule.

## Hjemsted
Planten stammer oprindelig fra det Syd- og Mellemeuropa.

## Anvendelse
I tidligere tider ansås planten at yde beskyttelse mod lus og slanger. Den er også blevet brugt som luftfrisker.